# 異口四鬚魮
異口四鬚魮又名異口新光唇魚（学名：Neolissochilus heterostomus）为輻鰭魚綱鯉形目鲤科的其中一種，分布於亞洲中國雲南省大盈江及隴川江流域，體長可達23.2公分，棲息在中底層水域。